# Историја и статистика међусобних утакмица Новог Зеланда и Енглеске у рагбију 13
У досадашњој историји рагбија 13, Нови Зеланд и Енглеска су одиграли 19 међусобних утакмица.
Новозеланђани су победили 9 пута, Енглези 9 пута, а 1 пут је било нерешено. 
Тринаестичари Новог Зеланда и Енглеске играли су утакмице у оквиру Светских купова, Првенства четири нације и Рагби 13 турнеја.
"Бескервајлов штит" је назив за пехар који се додељује победнику тест серије у рагбију 13, између Новог Зеланда и Енглеске. Алберт Хенри Бескервајл је организовао прву турнеју рагби 13 репрезентације Новог Зеланда, по Аустралији и Великој Британији 1907.

## Статистика међусобних утакмица рагби 13 репрезентације Новог Зеланда и рагби 13 репрезентације Енглеске
| Рагби 13             |    |  |
| -------------------- | -- |  |
| Одиграно утакмица    | 19 |  |
| Победа Новог Зеланда | 9  |  |
| Победа Енглеске      | 9  |  |
| Нерешено             | 1  |  |

## Хронологија и детаљи међусобних утакмица Новог Зеланда и Енглеске у рагбију 13
- 1. 11.1.1908. Турнеја рагби 13 репрезентације Новог Зеланда по Аустралији и Великој британији, Енглеска - Нови Зеланд 18-16, стадион "Централ парк" у Вигану, у Енглеској, 10 000 гледалаца.[3]
- 2. 21.6.1975. Седми Светски куп у рагбију 13, Нови Зеланд - Енглеска 17-17, стадион "Карлов парк" у Окланду, на Новом Зеланду, 12 000 гледалаца.[4]
- 3. 25.10.1975. Седми Светски куп у рагбију 13, Енглеска - Нови Зеланд 27-12, стадион "Одсал" у Бредфорду, у Енглеској, 5 507 гледалаца.[5]
- 4. 18.11.2000. Дванаести Светски куп у рагбију 13, Енглеска - Нови Зеланд 6-49, универзитетски стадион Болтон у Хорвичу, у Енглеској, 5 507 гледалаца.[6]
- 5. 8.11.2008. Тринаести Светски куп у рагбију 13, групна фаза Енглеска - Нови Зеланд 24-36, интернационални спортски стадион у Нукаслу, у Енглеској, 15 154 гледалаца.[7]
- 6. 15.11.2008. Тринаести Светски куп у рагбију 13, полуфинале Нови Зеланд - Енглеска 32-22, стадион "Ланг парк", у Бризбејну, у Аустралији, 26 659 гледалаца.[8]
- 7. 7.11.2009. Првенство четири нације у рагбију 13, Енглеска - Нови Зеланд 20-12, стадион "Кирклес", у Хадерсфилду, у Западном Јоркширу, у Енглеској, 19 390 гледалаца.[9]
- 8. 23.10.2010. Првенство четири нације у рагбију 13, Нови Зеланд - Енглеска 24-10, регионални стадиону, у Велингтону, на Новом Зеланду, 20 681 гледалаца.[10]
- 9. 12.11.2011. Првенство четири нације у рагбију 13, Енглеска - Нови Зеланд 28-6, стадион "МКМ", у Кингстону на Халу, у Енглеској, 23 447 гледалаца.[11]
- 10. 23.11.2013. Четрнаести Светски куп у рагбију 13, полуфинале, Енглеска - Нови Зеланд 18-20, стадион "Вембли", у Лондону, у Енглеској, 67 545 гледалаца.[12]
- 11. 8.11.2014. Првенство четири нације у рагбију 13, Нови Зеланд - Енглеска 16-14, стадион "Форсит бар", у Данедину, на Новом Зеланду, 15 386 гледалаца.[13]
- 12. 1.11.2015. Баскервајлов штит, Турнеја рагби 13 репрезентације Новог Зеланда по Енглеској, Енглеска - Нови Зеланд 26-12, стадион "МКМ", у Кингстону на Халу, у Енглеској, 23 256 гледалаца.[14]
- 13. 7.11.2015. Баскервајлов штит, Турнеја рагби 13 репрезентације Новог Зеланда по Енглеској, Енглеска - Нови Зеланд 2-9, стадион у Лондону, у Енглеској, 44 393 гледалаца.[15]
- 14. 14.11.2015. Баскервајлов штит, Турнеја рагби 13 репрезентације Новог Зеланда по Енглеској, Енглеска - Нови Зеланд 20-14, стадион у Вигану, у Енглеској, 24 741 гледалаца.[16]
- 15. 14.11.2015. Првенство четири нације у рагбију 13, Енглеска - Нови Зеланд 16-17, стадион "Кирклес", у Хадерсфилду, у Западном Јоркширу, у Енглеској, 24 070 гледалаца.[17]
- 16. 24.6.2018. Тест утакмица, Енглеска - Нови Зеланд 36-18, стадион "Емпаувер филд", у Денверу, у Колораду, у САД, 19 320 гледалаца.[18]
- 17. 27.11.2018. Баскервајлов штит, Турнеја рагби 13 репрезентације Новог Зеланда по Енглеској, Енглеска - Нови Зеланд 18-16, стадион "МКМ", у Кингстону на Халу, у Западном Јоркширу, у Енглеској, 17 649 гледалаца.[19]
- 18. 4.11.2018. Баскервајлов штит, Турнеја рагби 13 репрезентације Новог Зеланда по Енглеској, Енглеска - Нови Зеланд 20-14, стадион "Енфилд", у Ливерпулу, у Енглеској, 26 234 гледалаца.[20]
- 19. 24.6.2018. Баскервајлов штит, Турнеја рагби 13 репрезентације Новог Зеланда по Енглеској, Енглеска - Нови Зеланд 0-34, стадион "Еланд роуд", у Лидсу, у Западном Јоркширу, у Енглеској, 32 186 гледалаца.[21]